# Еміль Меллер
Еміль Меллер (Мьоллер) (нім. Emil Möller; 19 листопада 1916, Білефельд — 10 липня 1993, Білефельд) — німецький офіцер, майор резерву вермахту. Кавалер Лицарського хреста Залізного хреста.

## Нагороди
- Нагрудний знак «За поранення»
  - в чорному (12 червня 1940) — як лейтенант резерву і командир взводу 3-ї роти 124-го прикордонного піхотного полку.
  - в сріблі (17 грудня 1941)
  - в золоті (7 липня 1942)
- Залізний хрест
  - 2-го класу (6 липня 1940)
  - 1-го класу (13 квітня 1941)
- Медаль «За Атлантичний вал» (5 серпня 1940)
- Штурмовий піхотний знак в сріблі (14 серпня 1941)
- Орден «За хоробрість» 4-го ступеня, 2-й клас (Болгарія) (2 грудня 1941) (2 грудня 1941)
- Орден Зірки Румунії 1-го класу (15 лютого 1942) — як обер-лейтенант резерву і командир взводу 3-ї роти 124-го прикордонного піхотного полку.
- Медаль «За зимову кампанію на Сході 1941/42» (7 липня 1942) — як обер-лейтенант резерву і ад'ютант штабу 124-го піхотного полку 72-ї піхотної дивізії.
- Нагрудний знак ближнього бою
  - в бронзі (7 липня 1042)
  - в сріблі (27 жовтня 1943)
  - в золоті (10 грудня 1943)  — як гауптман резерву і командир 2-го батальйону 266-го піхотного полку 72-ї піхотної дивізії.
- Сертифікат Пошани Головнокомандувача Сухопутних військ Вермахту (№1 143; 14 серпня 1942) — за хоробрість проявлену у боях під Севастополем 16 червня 1942 року.
- Кримський щит (23 серпня 1942)
- Німецький хрест в золоті (29 серпня 1942)
- Медаль «Хрестовий похід проти комунізму» (Румунія) (6 лютого 1943)  — як обер-лейтенант резерву і командир 4-ї роти 124-го піхотного полку 72-ї піхотної дивізії.
- Лицарський хрест Залізного хреста (26 жовтня 1943) — як гауптман резерву і командир 1-го батальйону 266-го піхотного полку 72-ї піхотної дивізії.
- Нарукавний знак «За знищений танк» 2-го ступеня (27 жовтня 1943)
- Почесна застібка на орденську стрічку для Сухопутних військ (1945) —як майор резерву 124-го гренадерського полку 72-ї піхотної дивізії.